# Argyrotheca angulata
Argyrotheca angulata är en armfotingsart som beskrevs av Zezina 1987. Argyrotheca angulata ingår i släktet Argyrotheca och familjen Megathyrididae. Inga underarter finns listade i Catalogue of Life.